# Sophora chathamica
Sophora chathamica är en ärtväxtart som beskrevs av Leonard C. Cockayne. Sophora chathamica ingår i släktet soforor, och familjen ärtväxter. Inga underarter finns listade i Catalogue of Life.